# Medimfarm
Medimfarm este un lanț de farmacii din România, înființat în anul 1991 de către acționari români.
În anul 2015 avea o cifră de afaceri de 24.243.297  de euro și aproximativ 322 de angajați.
Din 2016, potrivit legii, compania și-a separat distribuția de retail, mutând activitatea de vânzare cu amănuntul pe o nouă companie, Medimfarm TopFarm S.A.
Medimfarm TopFarm opereaza cu farmacii in peste 30 de orase, respectiv in 18 judete din Romania.
Acționarul majoritar al Medimfarm este Mihai Anastasescu, care deține 89,456% din acțiuni prin firma Global Invest din Câmpina.

Număr de farmacii:
- 2006: 11
- 2007: 14
- 2008: 15
- 2009: 18
- 2010: 29
- 2011: 40
- 2012: 50
- 2016: 56
- 2020: 58

Compania a fost listată la bursa de valori BVB până pe 31 august 2015.
Medimfarm este utilizată pentru a calcula indicii de piață de către Cegedim, cea mai mare companie de studii și analiză din domeniul farmaceutic.